# Valvvattnet
Valvvattnet är en sjö i Kalix kommun i Norrbotten och ingår i Kalixälven-Töreälvens kustområde. Sjön har en area på 0,231 kvadratkilometer och ligger 28,9 meter över havet.

## Delavrinningsområde
Valvvattnet ingår i det delavrinningsområde (732428-182235) som SMHI kallar för Utloppet av Storträsket. Medelhöjden är 29 meter över havet och ytan är 25,64 kvadratkilometer. Räknas de 2 avrinningsområdena uppströms in blir den ackumulerade arean 51,77 kvadratkilometer. Avrinningsområdets utflöde Pålängån mynnar i havet. Avrinningsområdet består mestadels av skog (73 procent). Avrinningsområdet har 4,28 kvadratkilometer vattenytor vilket ger det en sjöprocent på 16,7 procent.